# Памятник Тарасу Шевченко (Тбилиси)
Памятник Тарасу Шевченко (груз. ტარას შევჩენკოს ძეგლი თბილისში) — монумент, воздвигнутый в честь украинского поэта, прозаика, художника и этнографа Тараса Григорьевича Шевченко в грузинской столице — Тбилиси.

## История
Памятник открыт 2 марта 2007 года, в честь года Украины в Грузии. В открытии приняли участие Президент Украины Виктор Ющенко, который находился с официальным визитом в Грузии и Президент Грузии Михаил Саакашвили. Главы государств заложили в фундамент памятника капсулу с землей из села Моринцы Черкасской области, где родился Шевченко.
Бронзовая скульптура, привезенная с родины поэта, была установлена в парке на проспекте Петра Меликишвили. Монумент изображает сидящего на большом камне Шевченко с серьёзной думой на лице. Размеры и расположение памятника продуманы так, что подходящий к нему человек ощущает взгляд писателя, устремленный на него сверху вниз.
В день рождения писателя около его памятника собирается многочисленная украинская диаспора. Украинские школы Грузии проводят конкурс чтецов произведений автора, около памятника проходит праздничный концерт.